# Henosepilachna nativitatis
Henosepilachna nativitatis (englischer Trivialname: Christmas Island ladybird) ist eine kaum erforschte Marienkäferart, die auf der zur Australien gehörenden Weihnachtsinsel im Indischen Ozean endemisch ist. Sie ist nur von wenigen Exemplaren bekannt, die im ausgehenden 19. Jahrhundert von Joseph Jackson Lister, Charles William Andrews und der Mannschaft der H.M.S. Flying Fish gesammelt wurden. Über seinen Lebensraum und seine Lebensweise ist nichts bekannt.

## Merkmale
Die Merkmals- und Maßangaben beziehen sich auf zwei Exemplare (ein Männchen und ein Weibchen), die im Natural History Museum in London aufbewahrt werden. Die Körperlängen betragen 7,3 und 7,5 mm. Der Körper ist oval und etwas abgeflacht. Das Pronotum, das Schildchen und die Grundfarbe der Flügeldecken sind blass schmutzig bräunlich gelb. Die Punkte auf dem Kopf sind dicht angeordnet und von mäßiger Größe. Die Flächen zwischen die Punkten sind glatt und glänzend. Die Punkte des Pronotums sind etwas kleiner als die am Kopf. Die Flügeldecken weisen je sechs schwarze Flecken auf. Alle Flecken sind rundlich, nur der dritte Fleck ist etwas quergezogen und größer als die übrigen Flecke. Die Punktierung der Flügeldecken besteht aus zweierlei Punkten. Die groben Punkte sind seicht und sechs bis sieben Mal größer als die kleinen, die ihrerseits kleiner sind, als die Punkte auf dem Kopf und auf dem Pronotum. Die groben Punkte sind unregelmäßig angeordnet, die kleinen regelmäßig. Die Behaarung der Flügeldecken ist kurz und anliegend. Die Haare sind goldfarbig, die Haare auf den Flecken sind schwarz. Die Schulterbeulen sind groß und deutlich erkennbar. Das Ende der Flügeldecken ist abgerundet. Die Unterseite des Körpers ist bräunlichgelb mit einem etwas dunklerem Metasternum.

## Systematik
Henosepilachna nativitatis wurde 1900 von Gilbert John Arrow als Epilachna nativitatis beschrieben. Gerhard Heinrich Dieke klassifizierte das Taxon 1947 als Unterart von Epilachna boisduvali (heute Henosepilachna boisduvali). Ryszard Bielawski legte 1961 dar, dass morphologische Unterschiede, vor allem hinsichtlich der männlichen Genitalien, zwischen den beiden Taxa bestehen und betrachtete Epilachna nativitatis wieder als eigenständige Art. Im Jahr 2003 wurde die Gattung Epilachna revidiert und die Art in die Gattung Henosepilachna gestellt.

## Gefährdung und Schutz
Henosepilachna nativitatis ist gegenwärtig nicht von der IUCN erfasst. Dieser Marienkäfer wurde seit den frühen Aufsammlungen im 19. Jahrhundert nicht mehr nachgewiesen und gilt seitdem als verschollen.